# 伯明翰市立交響樂團
伯明翰市立交響樂團（英語：City of Birmingham Symphony Orchestra, CBSO，又譯伯明翰交響樂團）是一支位於英格蘭伯明翰的英國交響樂團。樂團現任行政總監是自1999年出任至今的史蒂芬·馬多克（Stephen Maddock），首席指揮是米尔加·格拉日尼特-蒂拉。

## 略歷
由内维尔·张伯伦攜同地方自治體成立，伯明翰市立交響樂團於1920年9月4日在伯明翰市鋼廠巷警署内的樂隊室進行首次綵排練習，當時樂團名稱為“伯明翰城市樂團”（City of Birmingham Orchestra）。一個月後在首任首席指揮艾波比·馬修斯的帶領下作首演，演奏曲目包括樂團支持者格蘭維爾·班托克的作品《序曲：掃羅》（Overture: Saul）。樂團的「處女音樂會」在1920年11月舉行，由愛德華·艾爾加在伯明翰大會堂指揮了自己的作品。
阿德里安·博尔特於1924年至1930年間出任該團首席指揮。1944年樂團改為全職性質，1998年改為現名。此後首席指揮一職曽由魯道夫·施瓦茨、安德烈·帕努夫尼克、雨果·里格諾德和路易·弗雷莫等人擔任，其中鮑爾特曾為帕努夫尼克的閃電辭職而二度就職。這期間樂團灌錄了不少唱片並定期舉辦音樂會。
伯明翰市立交響樂團在賽門·拉圖於1980年成為首席指揮後逐漸提高國際間知名度。在其帶領下，樂團增加了灌錄，成為歐洲領先的樂團之一，並獲得了後期浪漫主義與20世紀作品的詮釋者之美名，尤其是馬勒和西貝流士的作品。在此期間，樂團表演場地也從伯明翰大會堂搬遷至伯明翰交響樂廳。自2004年起，伯明翰市立交青年響樂團成為樂團關係組織。
賽門·拉圖在1990年被任命為音樂總監，同年马克-安东尼·特内奇成為樂團合作作曲家（Radcliffe Composer in Association）。1995年朱迪斯·威尔成為樂團合作作曲家（Fairbairn Composer in Association），其後朱里安·安德森於2001年接替。
在賽門·拉圖卸任樂團一切職務后，芬蘭指揮家萨卡里·奥拉莫先後在1998年、1999年成為首席指揮及音樂總監，他在任內創辦了 Floof! 當代古典音樂節，同時在音樂會及錄音中大力推廣约翰·福尔兹的音樂作品。 2008年，奥拉莫卸任樂團音樂總監並出任首席客席指揮，繼任者先後為愛德華·加德納、山田和树。
2007年10月，樂團提名安德里斯·尼尔森斯為第12任音樂總監，自2008－2009年度生效。尼爾森斯獲得的首個合約任期為3年，在此之前他並沒有與樂團合作公開演出，僅有灌錄及私人音樂會經驗。2009年和2012年，樂團兩度延長了與尼爾森斯的合約。2013年10月，樂團宣布尼爾森斯在2014－2015年度結束后不再任樂團音樂總監，至此開始物色下任人選。
2001年，樂團由於財政困難一度爭取停止對廣播及灌錄活動給予額外支薪，唯樂手一致否決了該項更動惹來非議。除此之外，更具爭議性地，樂團曽要挾藝術協會要求增加協會補助基金的份額，理由是樂團相比英國其他交響樂團更具名聲。
伯明翰市立交響樂團與EMI Classics，Warner Classics和Orfeo等廠牌有緊密合作關係，灌錄多輯演繹作品。另樂團亦曽独立執行發行作品。

## 歷任首席指揮暨音樂總監
- 艾波比·馬修斯（Appleby Matthews，1920－1924）
- 阿德里安·博尔特（Adrian Boult，1924－1930）
- 萊斯利·希華德 （Leslie Heward，1930－1943）
- 喬治·魏爾登 （George Weldon，1944－1951）
- 魯道夫·施瓦茨（德语：Rudolf Schwarz (Dirigent)）（Rudolf Schwarz，1951－1957）
- 安德烈·帕努夫尼克 （Andrzej Panufnik，1957－1959）
- 阿德里安·博尔特（Adrian Boult，1959－1960）
- 雨果·里格諾德（Hugo Rignold，1960－1969）
- 路易·弗雷莫（Louis Frémaux，1969－1978）
- 賽門·拉圖 （Simon Rattle，1980－1998）
- 萨卡里·奥拉莫 （Sakari Oramo，1998－2008）
- 安德里斯·尼爾森斯 （Andris Nelsons，2008－2015）
- 米尔加·格拉日尼特-蒂拉 （Mirga Gražinytė-Tyla, 2016－2022）
- 山田和樹（英语：Kazuki Yamada）（2023年4月起任）

## 外部連結
- 官方网站
- The Symphony Hall Klais organ